# Ezio Pascutti
Ezio Pascutti (1. červen 1937, Mortegliano, Italské království – 4. leden 2017, Bologna, Itálie) byl italský fotbalový útočník.
Celou svou 14letou fotbalovou kariéru strávil v jednom klubu, a to v Bologni. K Prvnímu utkání naskočil jako 18letý v roce 1954. S klubem získal titul v sezoně 1963/64 a také vyhrál Středoevropský pohár 1961. Celkem odehrál 331 utkání a vstřelil v nich 144 branek.
Za reprezentaci odehrál 17 utkání a zúčastnil se dvou turnajů na MS (1962, 1966).

## Hráčská statistika
| Sezóna  | Klub    | Liga    | Liga   | Liga | Ligové poháry | Ligové poháry | Ligové poháry | Kontinentální poháry | Kontinentální poháry | Kontinentální poháry | Celkem | Celkem |
| Sezóna  | Klub    | Soutěž  | Zápasy | Góly | Soutěž        | Zápasy        | Góly          | Soutěž               | Zápasy               | Góly                 | Zápasy | Góly   |
| ------- | ------- | ------- | ------ | ---- | ------------- | ------------- | ------------- | -------------------- | -------------------- | -------------------- | ------ | ------ |
| 1955/56 | Bologna | Serie A | 18     | 11   | -             | 0             | 0             | -                    | 0                    | 0                    | 18     | 11     |
| 1956/57 | Bologna | Serie A | 27     | 11   | -             | 0             | 0             | -                    | 0                    | 0                    | 27     | 11     |
| 1957/58 | Bologna | Serie A | 25     | 12   | IP            | 7             | 4             | -                    | 0                    | 0                    | 32     | 19     |
| 1958/59 | Bologna | Serie A | 31     | 17   | IP            | 2             | 2             | -                    | 0                    | 0                    | 33     | 19     |
| 1959/60 | Bologna | Serie A | 18     | 8    | IP            | 1             | 0             | -                    | 0                    | 0                    | 19     | 8      |
| 1960/61 | Bologna | Serie A | 13     | 4    | IP            | 0             | 0             | Stř.P                | 3                    | 2                    | 16     | 6      |
| 1961/62 | Bologna | Serie A | 28     | 11   | IP            | 1             | 0             | Stř.P                | 3                    | 3                    | 32     | 14     |
| 1962/63 | Bologna | Serie A | 18     | 14   | IP            | 0             | 0             | -                    | 0                    | 0                    | 18     | 14     |
| 1963/64 | Bologna | Serie A | 25     | 8    | IP            | 0             | 0             | -                    | 0                    | 0                    | 25     | 8      |
| 1964/65 | Bologna | Serie A | 26     | 7    | IP            | 0             | 0             | PMEZ                 | 3                    | 1                    | 29     | 8      |
| 1965/66 | Bologna | Serie A | 22     | 10   | IP            | 1             | 0             | -                    | 0                    | 0                    | 23     | 10     |
| 1966/67 | Bologna | Serie A | 21     | 10   | IP            | 1             | 0             | Vel.P                | 5                    | 0                    | 27     | 10     |
| 1967/68 | Bologna | Serie A | 20     | 7    | IP            | 1             | 1             | Vel.P                | 4                    | 0                    | 25     | 8      |
| 1968/69 | Bologna | Serie A | 3      | 0    | IP            | 2             | 0             | Vel.P                | 2                    | 1                    | 7      | 1      |
| Celkem  | Celkem  | Celkem  | 295    | 130  | -             | 16            | 7             | -                    | 20                   | 7                    | 331    | 144    |

## Hráčské úspěchy

### Klubové
- 1× vítěz italské ligy (1963/64)
- 1× vítěz středoevropského poháru (1961)

### Reprezentační
- 2× na MS (1962, 1966)